# Perticara
Perticara is een plaats (frazione) in de Italiaanse gemeente Novafeltria.